# Paraplagusia sinerama
Paraplagusia sinerama är en fiskart som beskrevs av Chapleau och Renaud, 1993. Paraplagusia sinerama ingår i släktet Paraplagusia och familjen Cynoglossidae. Inga underarter finns listade i Catalogue of Life.